# Petrus de Licht
Pour les articles homonymes, voir Petrus et Licht (homonymie).
Petrus de Licht (mort en 1603), de son nom de plume Petrus Lucius, est un carme bruxellois, savant humaniste et historien de son Ordre, réfugié à Florence durant la Révolte des Gueux.

## Biographie

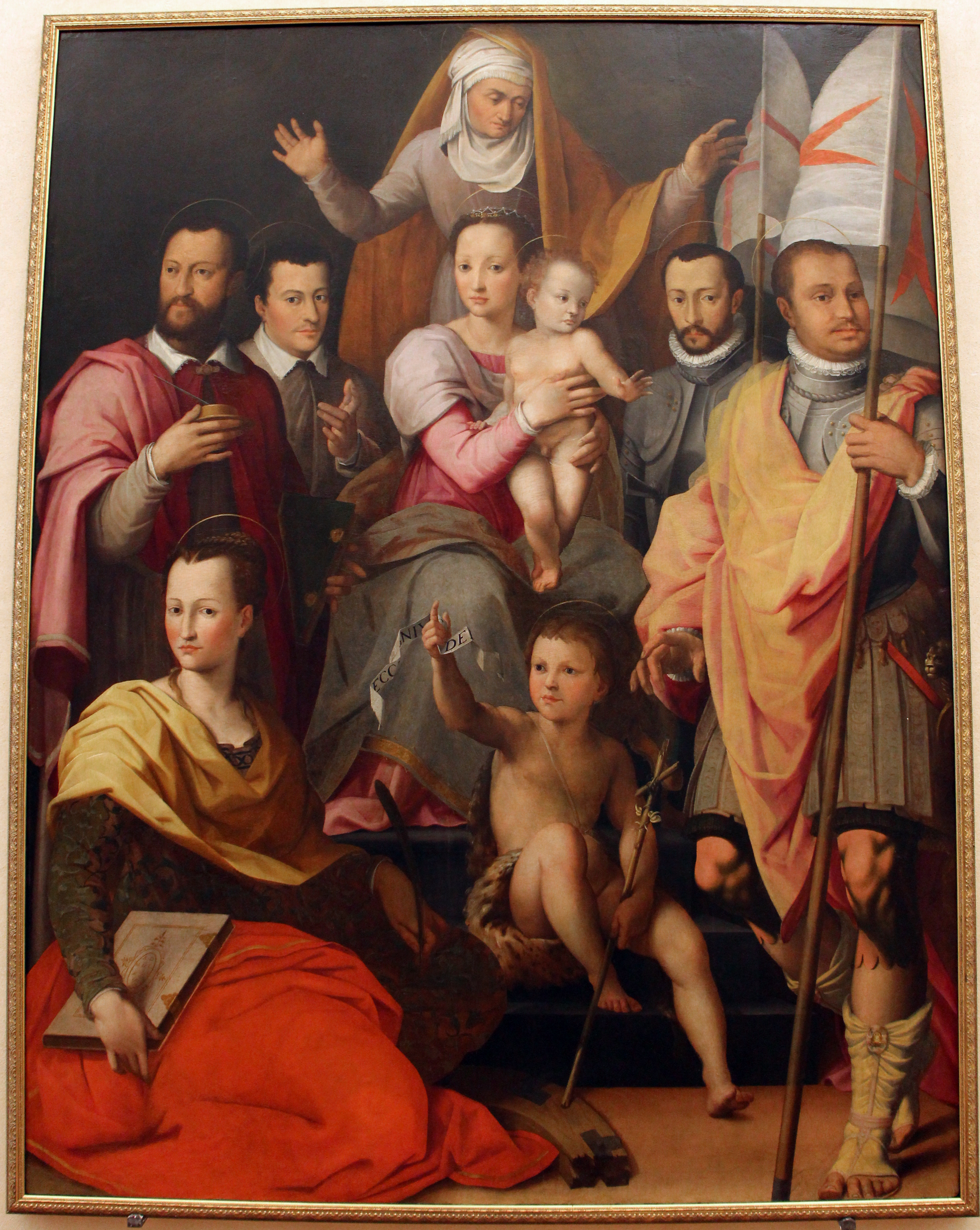
Vierge à l'Enfant et saints, entourés de figures de la famille Médicis (par Giovanni Maria Butteri)

Petrus de Licht est né à Bruxelles (actuelle Belgique), dans le duché de Brabant, vers le milieu du XVIe siècle. Entré chez les carmes de sa ville natale, il devient docteur en théologie. A l'automne 1577, Bruxelles se range du côté des révoltés hollandais et se dispose à signer l'Union d'Utrecht (1579). En 1578, le nouveau régime calviniste contraint Petrus à quitter son couvent bruxellois, dont le prieur était alors Laurent De Cuyper. Après avoir parcouru plusieurs villes d'Italie, il trouve enfin refuge au Carmel de Florence. L'ambiance humaniste de la cité toscane convient à son tempérament d'amateur des Belles Lettres : il s'y consacrera à l'enseignement de la théologie et à des travaux d'historien. Profitant d'une période d'accalmie aux Pays-Bas, il revient dans sa ville natale, avant d'y décéder le 18 septembre 1603, au service des pestiférés. Il s'était également acquis une certaine réputation comme prédicateur, fonction qu'il a exercée durant une vingtaine d'années, à une époque indéterminée.

## Postérité
Les ouvrages de Lucius ont été publiés dans la cité toscane. Il a ainsi composé des commentaires pour une biographie de Catherine d'Alexandrie, écrite par l'humaniste carme Baptiste Spagnoli, dont, à la même époque, son confrère, Laurent De Cuyper, éditait les œuvres complètes. Lui-même assure l'édition d'un ouvrage de Jean Trithème sur l'ordre du Carmel, ainsi qu'un catalogue d'écrivains carmes et de leurs œuvres, dressé par le célèbre abbé bénédictin, qu'il se charge de compléter. Il rédige ensuite une histoire de Florence, centrée sur la présentation de la famille des Médicis. Ses œuvres majeures seront cependant consacrées au passé de sa famille religieuse, puisqu'il compose un abrégé de l'histoire de l'ordre, dédié à Christine de Lorraine, Grande-Duchesse de Toscane, lequel sera traduit en italien par P. Minuzzi, et enfin une intéressante série de notices biographiques, restée manuscrite, portant sur les carmes du couvent de Bruxelles, de 1383 à 1602. Daniel de la Vierge-Marie continuera ce travail jusqu'en 1603. Jean-Noël Paquot signale encore l'existence, au XVIIIe siècle, de trois manuscrits : une Harmonia monastica, conservée chez les carmes de Clermont, un éloge de Victor Ristori, carme enseignant à l'Académie florentine, et un nécrologue de la communauté carmélitaine de Florence, conservé sur place.

### Œuvres publiées
- Scholia in libros de vita S. Catharinae Virginis, Baptistae Mantuani, Florence, 1561.
- Domini Joannis Trithemi, abbatis ordinis S. Benedicti, de laudibus carmelitanae religionis, liber... diligenter recognitus, brevique apologia defensus, Florence 1593.
- Carmelitana Bibliotheca, sive illustrium aliquot Carmelitanae religionis Scriptorum, et eorum operum catalogus, jam pridem a magno et incomparabili viro P. Johanni Trithemo, ordinis S. Benedicti Abbate, luculenter congestus, tandem centesimo post anno, magna ex parte actus, recognitus, et annotationibus illustratus, ac optimo ordine Alphabetico digestus, Florence, 1593.
- De Florentinae civitatis origine, Mediceae familiae nobilitate, et equestri statua, Cosmo Mediceo, magno Etruriae duci, nuper Florentiae dedicata, laudibus, carmen encomiasticum, Florence, 1594.
- Compendium historicum ordinis carmelitani, cum indulgentiis et privilegiis eidem concessis, Florence, 1598.

### Manuscrits
- Necrologium sive catalogus fratrum carmelitarum Bruxellis defunctorum ab anno 1383 usque ad annum 1602.
- Harmonia monastica.
- Inscriptio in laudem P. Magistri Victorii Ristori, Lucensis, Professoris in Academia Florentina, et in Provincialem Carmelitanum electi anno 1600.
- Necrologium Carmelitarum Florentiae defunctorum.

### Études
- J.-N. Paquot, « Pierre de Licht », Mémoires pour servir l'histoire littéraire des dix-sept provinces des Pays-Bas, de la principauté de Liège, et de quelques contrées voisines, Louvain, Imprimerie Académique, t. XI,‎ 1768, p. 176-179.
- Eug. De Seyn, « De Licht (Petrus) », Dictionnaire biographique des Sciences, des Lettres et des Arts en Belgique, Bruxelles, Editions L'Avenir,‎ 1936, p. 288, col. 2.
- Eug. De Seyn, « De Licht (Petrus) », Dictionnaire des écrivains belges, Bio-bibliographie, Bruges, Editions Excelsior, t. I,‎ 1930, p. 500, col. 1-2.
- Aug. Vander Meersh, « De Licht (Pierre) », Académie royale de Belgique, Biographie nationale, Bruxelles, t. V,‎ 1867, p. 423.
- E. Van Arenbergh, « Licht (Pierre de) », Académie royale de Belgique, Biographie nationale, Bruxelles, t. XII,‎ 1892-1893, p. 97-98.